# Denise Bernhardt
Pour les articles homonymes, voir Bernhardt.
 (octobre 2023).
Si vous disposez d'ouvrages ou d'articles de référence ou si vous connaissez des sites web de qualité traitant du thème abordé ici, merci de compléter l'article en donnant les références utiles à sa vérifiabilité et en les liant à la section « Notes et références ».
 (novembre 2018).
Denise Bernhardt est une poétesse française née à Cannes le 24 novembre 1942.

## Biographie
Denise Bernhardt est née à Cannes le 24 novembre 1942, de Bernard Sylvestre et de Marie-Rose Blanchet son épouse. Son enfance est partagée entre ses parents demeurant sur la Côte d'Azur, et sa grand-mère résidant à Annecy, ville qui très jeune l’inspire. Elle y écrit ses premiers poèmes qui attirent l’attention de son entourage. Dès 1956 elle est publiée par Le Républicain savoyard et Le Dauphiné libéré.
De retour à Cannes elle termine ses études, elle peint, dessine et continue à écrire. En 1962, elle se marie avec Georges Bernhardt et la famille s’agrandit rapidement par la naissance de leurs quatre filles : Florence, Edwige, Françoise et Catherine.
Pour des raisons professionnelles, c’est l’installation à Strasbourg en 1967, et elle aura beaucoup de mal en 1982 à quitter la capitale alsacienne pour la région parisienne où son mari est promu attaché de direction d’une institution de prévoyance. Elle occupe alors un poste d’agent administratif dans la même société.
À Montmorency, ville du Val-d'Oise, elle publie plusieurs recueils, ainsi que des articles et des recensions pour des revues littéraires.

## Publications
- Où la lumière se pose, 1997. Édition Librairie Galerie Racine St Germain des Pres 1999 Paris
- Dialogue ensoleillé, 1999. Éditions La nouvelle Pleiade Paris
- Le langage des mains - Sculptures de Liliane Caumont, poèmes de l’auteur, Catalogue d’Exposition 2001
- Lacrime - Mes Sages Poétiques 2001 - Collection Eveil no 9 – revue no 73 de Gil Roc
- Lacrime - Préface de Yolaine et Stephen Blanchard - Éditions Les Presses littéraires 2001−
- Adagio - Publié par l’Ouvre Boite 2002 - Préface du Président François Fournet
- L’âme nue - Préface de Claude Luezior - Lauréat de l’Académie Française - Couverture de Pavlina - Édition Les presses Littéraires 2004
- Les braises noires - Publication en ligne sur le site de la RALM - Directeur Patrick Cintas - (revue d’art littérature, musique ) 2006
- La vie en marelle - Coauteurs : Duccha (Charitable Duckens) - Et Sylvia, pseudonyme de Denise Bernhardt - Éditeur Rivarti collection, New York 2006 - Couverture de Muscadin
- La mangrove du désir - regroupant quatre recueils : Concertino ; L’Âme Nue (2e édition) ; Le Cœur à l’Endroit ; Les Braises Noires - Éditions « Le Chasseur Abstrait « (Collection Djinns) 2007 - Préface de Michel Bénard - Lauréat de l’Académie Française - Couverture de Valérie Constantin
- Les voix mêlées - Entretiens avec Denise Bernhardt - Interview par Fred Edson Lafortune - En ligne sur la RALM (le Chasseur Abstrait éditeur, septembre 2007)
- L’amour du monde - Coauteur DUCCHA (HAITI) - Editions Le Vert Galant - Préface de Maggy de Coster (journaliste –écrivain) - Mars 2010
- La Face Double du Rêve - Coauteur Yves Romel Toussaint - Editions Le Vert Galant - Préface de Josaphat Robert Large - Couverture Michel Bénard
- Tremblements de Cœur, avec Yves Romel Toussaint, préface de José Le Moigne, le Vert Galant Éditeur 2012
- Que l’espérance demeure, poèmes à deux plumes avec Webert Charles, préface de Marie-Alice Théard, le Vert Galant Éditeur 2012
- Le Temps des Sortilèges 2013 aux Editions des Vagues (Port-au-Prince, Haïti
- Florilège de Gogyokha avec  Bobby Paul
- Téter langue avec Evains Weche (Jérémie Haiti)
- HAITIENNES, Collectif Editions Science et Bien Commun 2015 Quebec directeur du Collectif Ricarson Dorce et Emily Tremblay. Article concernant Marie-Alice Théard
- CHARLIE,- Collectif 2015 Editions Corps Puce, en hommage aux journalistes assassinés à Charlie Hebdo à Paris
- Le Chant des Nebuleuses, 2016, Editions JEBCA  USA  Poésie

## Distinctions et prix
- Prix Aragon 2000 de la Société des Poètes Français, coauteur René Eyrier, pour Dialogue Ensoleillé
- Prix de la Fondation Yolaine et Stephen Blanchard	2001 pour Lacrime (prix de l’édition) Distinguée au prix « Flammes vives » 2001 pour Adagio
- Prix de l'Édition de l'Ouvre-boîte 2002 pour Adagio
- Diplôme du concours de poésie classique 2002 par le Temps des poètes pour le sonnet Le bien et le Mal
- Grand prix national de poésie, La Toison d'or, pour le Huitième jour (couronne de sonnets) décerné par la Médaille contemporaine française.
- Couronnement de Mérite du Prix Publio Virgilio Marone 2003, décerné par l’Académie internationale Il Convivio (Italie)
- Premier prix Pensieri in versi 2005, décerné par Il Convivio pour La Vie en Marelle coauteur Duccha (Italie)
- Grand prix des Érotides 2007 pour Les Braises Noires, décerné par le Cercle Européen de Poésie Francophone POESIAS
- Prix des Amourimes 2009 (deuxième prix), pour Le Temps des Sortilèges, décerné par le Cercle européen de Poésie francophone Poesias, Pressentie 2016 -13eme Edition du Prix Littéraire FETKANN  Maryse Condé (poésie)

## Anthologies
- Flammes Vives (2000 et 2004)
- Poésie du Point du Jour (2001 et 2002)
- Oltre la Siepe - Antologia del premio Publio Virgilio Marone (Il Convivio, 2003)
- Emozioni e Colori - Antologia dei Premi Fra Urbano della Motta (Il Convivio, 2006)
- Le Chant des Villes - Anthologie du Manoir des Poètes dirigée par Maggy de Coster (Ed. Dianoïa, 2006)
- Cento poeti per l’Europa del terzo millennio (Il Convivio, 2007) 687 pages
- Les voix du Sud - Anthologie des écrivains haïtiens publiés dans la Revue Tanbou (Ed. Trilingual Press, 2009) 404 pages, en anglais, français et créole. Réunissant 67 écrivains
- 100 poètes pour un nouveau siècle (Il Convivio) 600 pages
- Pour Haïti - Anthologie (130 auteurs) en mémoire du séisme du 12 janvier 2010 dirigée par Suzanne Dracius (Éd. Desnel, 2010)
- La Poésie Érotique Féminine Française Contemporaine par Giovani Dotoli (Ed. Hermann, 2011) 582 pages
- Pas d’ici, pas d’ailleurs - Anthologie poétique francophone de voix féminines contemporaines (Voix d’encre, 2012)
- Fenêtre ouverte / Ventana abierta - Anthologie de poésie bilingue français-espagnol dirigée par Maggy De Coster (Ed. Idem, 2017) 334 pages

Peinture et poésie : Peintures de Daniel Olivier, sur des poèmes de 11 auteurs (Plusieurs expositions en 2004)
Théâtre : La Vie en Marelle jouée par une troupe de jeunes comédiens de la Bibliothèque Justin Lhérisson à Carrefour, Port au Prince, Haïti 2006

## Associations
- Membre de la Société des Gens de Lettres
- Sociétaire de la Société Française des Intérêts des Auteurs de l’Écrit (SOFIA)
- Membre du P.E.N. CLUB Français
- Sociétaire de la Société des Poètes Français et Déléguée pour la République d’Haïti
- Sociétaire de la Société des Poètes et Artistes de France
- Membre de l’Académie Internationale Il Convivio
- Membre du Mouvement Européen des Poètes Sensualistes
- Membre de l’Association Littéraire et Poétique de la Plaine de France (l’Ouvre Boite)
- Membre Fondateur de Passerelles en Haïti, Déléguée pour la France
- Membre du Jury Prix Jean Aubert 2006
- Membre d’Actes de Présence
- Vice Présidente du Comité d’Honneur de Africa Pax
- Vice Présidente du Comité d’Honneur de Africa Haïti
- Membre de la Société des Poètes Créolophones (Haïti)
- Membre fondateur des Éditions des vagues (Haïti)

## Préfaces pour des poètes haïtiens
- James Noël Poèmes à double tranchant avec Frankétienne, 2005
- Kerline Devise Mes Corps, 2006
- Coutecheve Lavoie Aupont Partances avec Josaphat Robert Large, 2009
- Dovilas Anderson Mon Pays rien de luxe, 2011. Et 4e de couverture pour Poèmes à travers la nuit
- Jean Mino Paul Le Sang de l’Oubli, 2011
- Jean Erian Samson L’Écho du Verso, 2012
- Emmanuel Romilly Saint Hilaire Une île à la césure du temps
- Dorce Ricarson, 2013
- Raynaldo Pierre Louis Sveltesse de ma danse, 2013
- Meleck Jean Baptiste, 2013
- Accilien Selmy, Sur la tige de l'amour, 2016 publié en France chez Editions du Pont de l'Europe
- Accilien Selmy, 'Et tu m'as dit, 2017  publié en France chez Editions du Pont de l'Europe